# Ochelarii de aur
Ochelarii de aur (în engleză The Adventure of the Golden Pince-Nez) este una dintre cele 56 povestiri scurte cu Sherlock Holmes ale lui Sir Arthur Conan Doyle și a zecea povestire din volumul Întoarcerea lui Sherlock Holmes.
Povestirea a fost publicată în revista Strand Magazine din iulie 1904, cu ilustrații de Sidney Paget, apoi în volumul "Întoarcerea lui Sherlock Holmes" (în engleză The Return of Sherlock Holmes) editat la 7 martie 1905 de George Newnes Ltd din Anglia. 

## Rezumat

### Misterul inițial

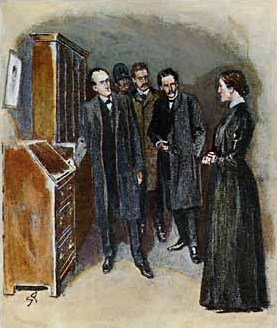
Holmes, întrebând-o pe doamna Marker de zgârietura din dreptul încuietorii dulapului.

Într-o noapte furtunoasă de noiembrie, inspectorul Stanley Hopkins de la Scotland Yard vine să-l vadă pe Sherlock Holmes la locuința sa din 221B Baker Street pentru a-i povesti de o crimă care pare aparent fără motiv. Pe domeniul Yoxley Old Place situat în apropiere de Chatham, Kent, locuiește un profesor bătrân pe nume Coram (care este invalid și se poate deplasa cu căruciorul cu rotile sau, cu mare greutate, în baston), împreună cu doamna Marker (menajera) și Susan Tarlton (servitoarea). 
Profesorul avea un tânăr secretar pe nume Willoughby Smith care a fost găsit mort, cu carotida tăiată în biroul profesorului Coram. Susan Tarlton i-a spus lui Hopkins că l-a auzit pe Smith ieșind din camera sa cu puțină vreme înainte de crimă și ducându-se în birou. Ea atârna perdelele și nu l-a văzut, dar i-a recunoscut pașii. Profesorul se afla în pat la acel moment. După aproximativ un minut, s-a auzit un strigăt înfricoșător din birou și, după un scurt moment de ezitare, servitoarea a coborât în birou și l-a găsit pe Smith întins pe jos. Ea i-a spus ulterior lui Holmes că Smith ieșise să facă o plimbare înainte de crimă și se întorsese în casă de puțină vreme.
Susan Tarlton s-a repezit în birou și l-a auzit pe Smith spunând ultimele sale cuvinte ("Profesorul... A fost ea.") înainte de a muri ca urmare a rănii. Tânărul ținea în mână un pince-nez aurit (ochelari de epocă) aparținând probabil asasinului său, el neavând probleme de vedere.
Willoughby Smith nu cunoștea pe nimeni în apropiere și nu avea niciun dușman. El era al treilea secretar al profesorului, primii doi nemailucrând. Arma crimei era un cuțit de pa masa de lucru și care aparținea profesorului.

### Rezolvare

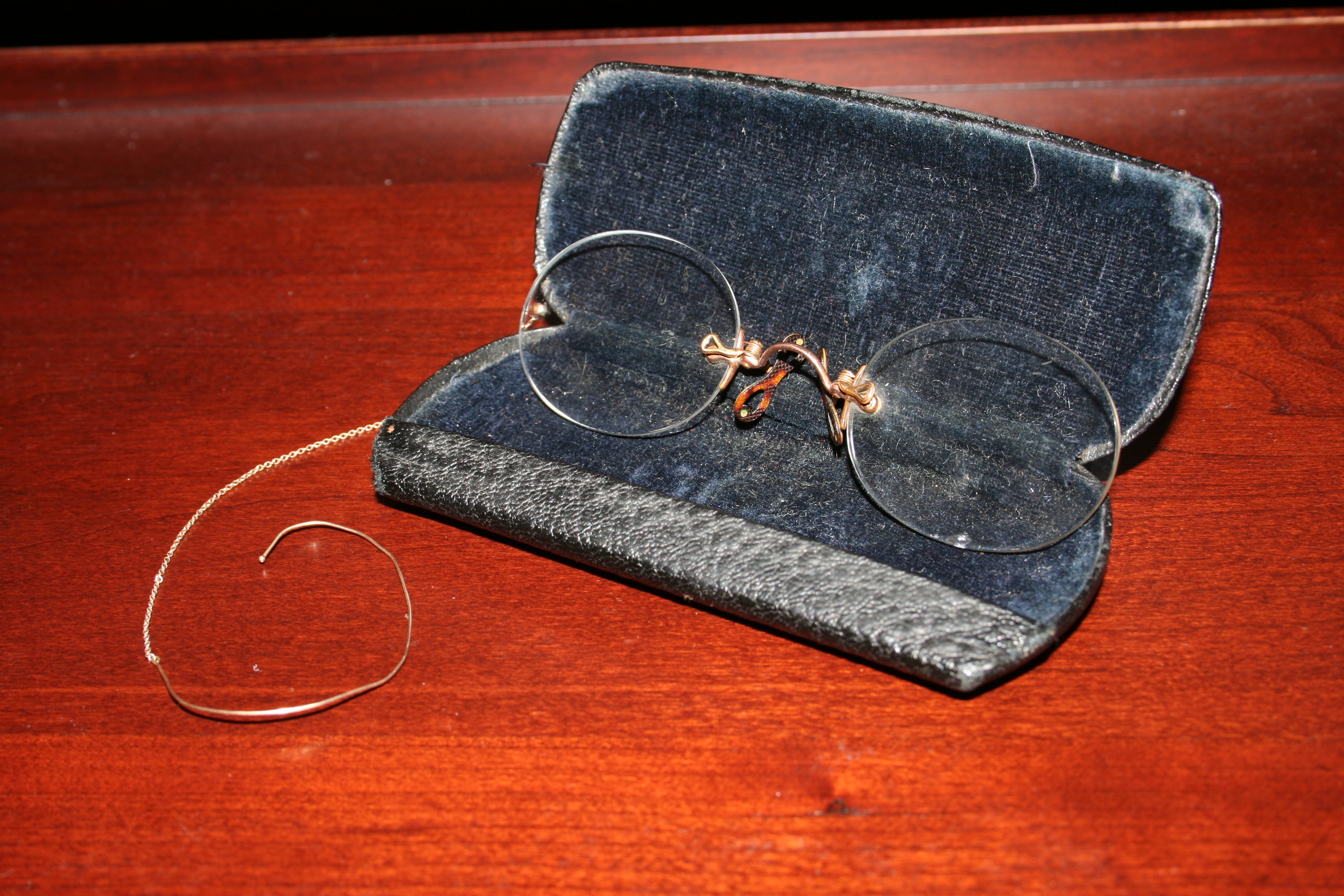
Pince-nez.

Stanley Hopkins începe prin a-i dezvălui lui Holmes elemntele pe care a putut să le observe la locul crimei. Pe marginea peluzei au fost remarcate urme de pași de la poarta de intrare și până la locuință. Persoana a umblat cu atenție, iar urmele erau greu vizibile, neputându-se determina sensul în care s-a mers (către locuință sau, din contra, către drum). În interiorul biroului, arma crimei (un stilet) a fost găsit la câțiva zeci de cm de corp, iar unghiul de lovire lăsa să se înțeleagă că nu era vorba de o sinucidere. Hopkins îi înmânează lui Holmes pince-nez-ul de aur găsit în mâna victimei. Detectivul îl examinează și deduce din caracteristicile sale că îi aparținea unei femei înzestrată cu o vedere foarte slabă. Aceasta era îmbrăcată ca o femeie de familie bună, avea un nas gros, ochi foarte apropiați, frunte încruntată, umeri cocârjați; ochelarii fuseseră duși la un optician de cel puțin două ori în ultimele câteva luni.
În biroul profesorului se află o masă de scris cu două sertare deschise, între care se afla un dulăpior închis cu cheie. Acolo se aflau niște acte relativ importante. Profesorul i-a spus inspectorului că nu lipsea nimic din cameră. 
A doua zi, Holmes, Watson și Hopkins pleacă cu trenul la Chatham. Holmes își expune teoria asupra crimei: o doamnă a intrat în cameră pentru a căuta ceva, a fost surprinsă acolo de secretar, care a prins-o și i-a smuls pince-nez-ul de pe nas. Atunci, ea l-a lovit cu un stilet pe care l-a găsit la îndemână pentru a scăpa de el. Femeia nu venise cu intenții criminale pentru că îl lovise pe secretar cu un stilet existent în cameră și nu cu o armă adusă cu ea. Smith i-a smuls Holmes remarcă o zgârietură recentă lângă încuietoarea dulapului, semn că se încercase deschiderea acestuia. Singura cheie o avea profesorul și o purta permanent la lanțul de la ceas. Femeia deținuse prin urmare o dublură a cheii. 
Posibilitățile de fugă ale femeii erau reduse: pe fereastră nu erau urme că a fugit, iar cele două coridoare erau blocate. Pe unul din coridoare se afla Susan care cobora de la etaj și nu văzuse pe nimeni, iar celălalt coridor dădea în camera profesorului. 

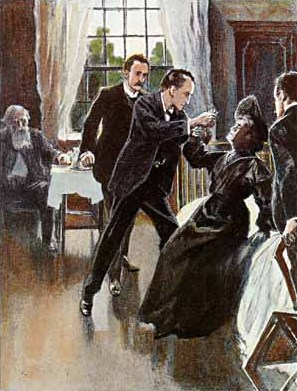
Sinuciderea Annei în camera profesorului Coram.

Holmes se duce la profesorul Coram pe care îl găsește în dormitorul său, fumând țigări egiptene. Detectivul fumează multe țigări și scutură scrumul pe jos. Profesorul afirmă că nu știe cum s-a petrecut crima și atribuie delirului ultimele cuvinte ale lui Smith. El bănuiește că secretarul s-ar fi sinucis din dragoste, acesta fiind motivul pentru care ținea în mână un pince-nez. Holmes îi cere cheia de la dulăpiorul din birou, se uită la ea și i-o înapoiază profesorului.
Holmes discută cu menajera în grădină și află că profesorul a mâncat foarte mult în acea zi. Cei trei oameni merg după-amiază să-l vadă pe profesor, iar Holmes scapă deliberat pe jos cutia cu țigări, apoi le strânge și le pune la loc în cutie. Detectivul îl anunță pe profesor că a rezolvat misterul afirmând că femeia, după ce-și pierduse ochelarii, a încurcat coridorul de pe care venise cu coridorul profesorului, ambele fiind asemănătoare și având pe jos rogojini de cocos. Femeia intrase în dormitorul profesorului, iar el o recunoscuse și o ascunsese. 
În acel moment, a ieșit o femeie dintr-o ascunzătoare aflată în spatele bibliotecii. Holmes văzuse urmele ei în scrumul de țigară, când ea ieșise să mănânce din mâncarea multă pe care o comandase profesorul. Ea afirmă că este Anna, soția profesorului Coram. Acesta era rus și se numea Serghei. Între cei doi era o diferență de 30 ani, profesorul avea 50 de ani și ea 20 de ani când se căsătoriseră. Ei erau revoluționari nihiliști ce luptau împotriva țarului, iar mulți dintre ei fuseseră arestați. Pentru a-și salva propria viață și a câștiga o recompensă mare profesorul își trădase propria soție și pe tovarășii lui. Aceștia ajunseseră la închisoare sau fuseseră deportați în Siberia. Profesorul se mutase în Anglia și a trăit retras, temându-se de răzbunarea frăției.
După eliberarea ei, Anna a plecat în Anglia pentru a recupera jurnalul în care scria zilnic despre concepțiile politice ale ei și scrisorile personale, care ar fi ajutat-o să obțină eliberarea lui Aleksei, care lucra și acum într-o ocnă. Aleksei era un prieten drag al Annei. Ea a desc operit unde locuia Serghei și apelase la un detectiv care se angajase ca secretar (al doilea din cei trei) și aflase unde sunt scrisorile, făcând în același timp și o dublură a cheii. Acesta îi făcuse și un plan al casei, dar refuzase să se implice în luarea documentelor. În dimineața crimei, Anna a mers să ia documentele, a întâlnit un tânăr pe drum (care era chiar Smith, dar ea nu știa acest lucru) și l-a întrebat unde locuiește profesorul Coram. 
Secretarul s-a întors imediat și i-a povestit profesorului de acea întâlnire. Femeia intrase în birou, luase documentele și tocmai închisese dulapul când a fost surprinsă de Smith. L-a lovit cu ce i-a căzut în mână pentru ca acesta să-i dea drumul. Femeia a ieșit din birou și a greșit coridoarele, ajungând în camera profesorului. Acesta a amenințat că o dă pe mâna poliției, dar femeia i-a spus că atunci se va afla cine este el și atunci frăția se va răzbuna pe el. Profesorul intenționa să o țină ascunsă până când poliția urma să plece din casă. Ultimele cuvinte ale lui Smith erau un mesaj adresat profesorului și se refereau la faptul că el o recunoscuse ca fiind femeia cu care se întâlnise pe drum și care-l întrebase unde locuiește profesorul.
Ea îi încredințează documentele lui Holmes pentru ca acesta să le ducă la Ambasada Rusiei pentru a obține eliberarea lui Aleksei. După aceste dezvăluiri, Anna moare după ce luase otravă înainte de a ieși din ascunzătoare.

## Personaje
- Sherlock Holmes
- doctorul Watson
- Stanley Hopkins - inspector la Scotland Yard
- Profesorul Serghei Coram - profesor, cercetător al manuscriselor copte din Egipt și Siria
- Willoughby Smith - secretarul profesorului Coram
- doamna Marker - menajeră
- Susan Tarlton - servitoare
- Anna - soția profesorului Coram

## Comentariu
Povestirea lui Doyle a fost publicată la mică distanță temporală de romanul The Secret Agent (1907) al lui Joseph Conrad. Deși cele două opere literare sunt foarte diferite una de alta, ele au același fundal, extrem de relevant pentru acele vremuri - lupta între Țarul Rusiei și revoluționarii care-l vor răsturna curând de la putere, adusă de exilați pe teritoriul britanic.

## Aluzii la anchete inedite
La începutul povestirii, Watson menționează șase anchete inedite ale lui Holmes din cursul anului 1894:
- « Povestea respingătoare a lipitorii roșii »
- « Moartea groaznică a bancherului Crosby »
- « Tragedia domnului Addleton »
- « Straniul conținut al vechiului tumul britanic »
- « Cazul faimos al succesiunii Smith-Mortimer »
- « Urmărirea și arestarea lui Huret, asasinul de pe bulevard », care i-a adus lui Sherlock Holmes o scrisoare de mulțumire de la președintele Franței și Ordinul Legiunea de Onoare[2].

Watson face de asemenea și o referire la ancheta din Semnul celor patru  când vede Tamisa și scrie: « Am văzut soarele rece, de iarnă, răsărind peste mlaștinile nehotărâte ale Tamisei și malurile lungi și posace ale râului, pe care le voi asocia mereu cu urmărirea insularului din Andaman, în zilele de la începutul carierei noastre. »

## Adaptări teatrale și cinematografice
Această povestire a servit ca sursă de inspirație pentru al 25-lea film cu Sherlock Holmes (filmat în 1922) din seria de filme mute cu Eille Norwood.
În anul 1994 s-a realizat o adaptare pentru serialul de televiziune "Sherlock Holmes" realizat de Granada Television cu Jeremy Brett în rolul principal.  Acest episod este al treilea al celui de-al șaselea sezon. Această versiune este destul de fidelă textului original, cu excepția faptului că la finalul episodului de televiziune profesorul este ucis de unul dintre revoluționarii pe care îi trădase, iar rolul dr. Watson este luat de fratele lui Sherlock Holmes, Mycroft. În acest episod nu apare Edward Hardwicke în rolul dr. Watson, deoarece acesta era ocupat cu lucrul la filmul Shadowlands. În schimb, Charles Gray apare în rolul lui Mycroft Holmes, preluând rolul lui Watson din povestire. Rolul profesorului Coram este interpretat de Frank Finlay.
În timpul anchetei desfășurate la locul crimei de fratele lui Holmes împreună cu inspectorul Hopkins, Sherlock Holmes murmură cu ironie că tatăl lor i-a lăsat lupa sa lui Mycroft, care a fost descris întotdeauna ca fiind leneș și letargic. De asemenea, Mycroft Holmes remarcă faptul că tatăl lor a spus că ceea ce rămâne după eliminarea imposibilului, oricât de improbabil ar fi, trebuie să fie adevărul. Ambele incidente sunt abateri de la textul original și ele se referă la tatăl fraților Holmes, care nu a fost niciodată menționat în scrierile originale ale lui Doyle.
În versiunea radiofonică The Golden Pince-nez, difuzată de BBC Radio, Anna, deși aflată în custodia poliției, sare în fața unui tren. Holmes (Clive Merrison) remarcă asemănarea cu modul în care moare Anna Karenina.

## Traduceri în limba română
- Ochelarii de aur - în volumul "Aventurile lui Sherlock Holmes. Vol. III" (Colecția Adevărul, București, 2010) - traducere de Silvia Stan
- Ochelarii de aur - în volumul "Aventurile lui Sherlock Holmes. Vol. III" (Colecția Adevărul, București, 2011) - traducere de Silvia Stan